# Constance av Toulouse
Constance av Toulouse, född 1180, död 1260, var en drottning av Navarra; gift 1195 med kung Sancho VII av Navarra. 
Äktenskapet med kungen av Navarra var barnlöst och annullerades år 1200. Hon nämns nästan inte alls i dokumentationen i Navarra. Efter annulleringen gift hon om sig med Pierre-Bermond II av Sauve, med vilken hon fick sex barn. Efter sin andre mans död gifte hon sig med Deodato de Severac.  